# Антонио Адан
Антонио Адан Гаридо (шп. Antonio Adán Garrido; 13. мај 1987) шпански је фудбалер који игра на позицији голмана. Тренутно је без ангажмана. 
Иако је наступао за све млађе категорије репрезентације, никада није дебитовао за сениорску репрезентацију Шпаније. За Реал Мадрид одиграо је 7. утакмица. У Лиги Шампиона није одиграо ниједну утакмицу.

## Трофеји
Реал Мадрид
- Првенство Шпаније (1) : 2011/12.
- Куп Шпаније (1) : 2010/11.
- Суперкуп Шпаније (1) : 2012.

Реал Бетис
- Друга лига Шпаније (1) : 2014/15.

Атлетико Мадрид
- УЕФА суперкуп (1) : 2018.

Спортинг Лисабон
- Првенство Португала (2) : 2020/21, 2023/24.
- Лига куп Португала (2) : 2020/21, 2021/22.
- Суперкуп Португала (1) : 2021.

Шпанија до 19
- Европско првенство до 19 (1) : 2006.